# Ovocná školka
Ovocná školka je zemědělské, zahradnické zařízení sloužící k produkci rostlinného materiálu pro ovocnářství, případně k prodeji. Zabývá se tedy pěstováním ovocné sadby. V zařízení typu ovocná školka tedy dochází ke generativnímu nebo vegetativnímu množení rostlin nebo i jen dopěstování (nákup a prodej, zprostředkování prodeje). 
Ovocná školka podléhá zákonu o oběhu osiva a sadby, tedy při pěstování ovocné sadby se musí dodržovat všeobecně platná legislativa. Ve školce musí proběhnout uznávací řízení, které kontroluje a povoluje činnosti v rámci pěstování ovocné sadby. 

## Rozdělení školek
Ovocné školky se dělí podle významu:
- školky produkční – Tyto školky se zabývají pěstováním mladých ovocných stromků určený pro výsadbu.
- školky podnožové – Slouží k vypěstování podnoží, jež dodávají do školek produkčních, mohou být jejich součástí.
- školky výukové – slouží k výuce
- školky experimentální – slouží k vědeckých účelům, testují se rozmnožování, pěstování a ověření metod.

### Rozdělené školek podle pozemku
- školky trvalé – zůstávají na stejném místě, výhoda: trvalé oplocení a technické zázemí (budovy, sklady), nevýhody – únava půdy, zamoření patogeny
- školky stěhovavé – velikostně menší, stěhují se. Výhoda – velká úrodnost (nedochází k únavě půdy), nevýhody – oplocení není trvalé.

## Založení nové školky
Vyžaduje projekt, jenž má část přípravnou a realizační. Zjišťovány jsou základní informace o lokalitě, charakteristika a nároky rostlinného druhu. Průzkum zkoumá teplotní podmínky (průměrná roční teplota, minimální teplota, pozdní jarní mrazíky) srážky, především roční úhrn, výskyt krupobití. Průzkum se týká i větrných poměrů, výskytu silných či nárazových větrů. Následuje průzkum půdních poměrů, obsahu živin, jílovitých části, pH půdy (kyselá půda se špatně neutralizuje).
Významný je průzkum ekonomických podmínek lokality, možností odbytu, nákladů na úpravu podmínek. Po průzkumu, po schválení školky a porovnání podmínek následuje vyměření a vytyčení školky. Poté probíhá vybudování inženýrských sítí, vyměření a vybudování cest, oplocení školky, vybudování staveb, vytyčení pěstebních parcel a zpracování půdy. 

### Zpracování půdy na pěstebních parcelách
- orba
- smykování
- vláčení
- vyznačení řádků

## Ovocné školkařství v EU
Nejvíce pěstovaným druhem v ovocných školkách jsou na počátku 21. století jabloně. V roce 2006 školkaři nabízeli 670 odrůd všech ovocných druhů. ŠS OUČR, profesní sdružení školkařů od roku 1995 vydává časopis ŠKOLKAŘ s informacemi o oboru.
Ovocné školkařství v EU je velmi rozvinuto v Nizozemsku, Belgii, Francii a Itálii a rozvíjí se v oblastech jako je Polsko a Slovensko. Ve jmenovaných státech se soustřeďuje cca 90 % evropské produkce ovocných stromků. Některé ovocné školky v ČR patří k osvědčeným a zabývají se šlechtěním nových odrůd nebo zkoušením zahraničních odrůd. V některých případech může být ovocná školka součástí zařízení které se zabývá jinou činností, například součástí školského zahradnického zařízení (např. Školní statek Opava ) nebo okrasné školky. Mezi významné školky ve 20. století patřívaly například zemědělské podniky ve městech Bojnice (Slovensko), Valtice, Želešice nebo Mělník. 
Stále více se rozvíjí trh tzv. klubových odrůd, kdy stromky i následně ovoce je pěstováno a kontrolováno pouze v určitém množství jednou klubovou centrálou, a takto se částečně zvýší cena za stromek popřípadě za konzumní ovoce. Při množení rostlinného materiálu je třeba postupovat v souladu se zákony platnými v ČR, zejména co se týče ochrany patentových práv, duševního vlastnictví a šíření chorob, a ve spolupráci se Státní rostlinolékařskou správou. Trh se školkařskými výpěstky je na počátku 21. století poměrně stabilizován, produkci z velké části zajišťují velkopěstitelé, u jahodníků více než 90 % produkce zajišťuje osm pěstitelů s roční produkcí nad 100 000 kusů sazenic.

## Školkařský svaz
Školkařský svaz (ŠS OUČR) vznikl v roce 1995 a je součástí Ovocnářské unie ČR. Cílem sdružení bylo soustředit školkaře do profesního svazu, zvýšit hodnotu a kvalitu výpěstků a zlepšení toku informací. Svaz spolupracuje s MZe, SRS, ÚKZÚZ, SZIF a dalšími orgány státní správy. V roce 2012 bylo členy sdružení 69 subjektů, z toho 50 členů má výměru 192,5 ha. Svaz je cílen na spolupráci v importu a exportu zboží se zeměmi Holandsko, Německo, Francie, Itálie, Polsko a Slovensko.